# La Forge des châtaigniers
La Forge des châtaigniers est un drame en 3 actes d'Eugène Labiche, représenté pour la 1re fois à Paris au théâtre Saint-Marcel le 4 avril 1839. Collaborateurs Auguste Lefranc et Marc-Michel sous le pseudonyme collectif de Paul Dandré. Cette pièce ne fut pas imprimée.